# 卡斯皮安 (密歇根州)
卡斯皮安（英語：Caspian）是一個位於美國密歇根州艾昂縣的城市。

## 人口
根據2020年美國人口普查的數據，卡斯皮安的面積為3.69平方千米，當中陸地面積為3.69平方千米，而水域面積為0.00平方千米。當地共有人口805人，而人口密度為每平方千米218人。